# Popova (cràter)
Popova és un cràter d'impacte en el planeta Mercuri de 34 km de diàmetre. Porta el nom de la pintora i dissenyadora russa Liubov Popova (1889-1924), i el seu nom va ser aprovat per la Unió Astronòmica Internacional el 2012.